# Побег из Лос-Анджелеса
«Побе́г из Лос-А́нджелеса» (англ. Escape from L.A.) — художественный фильм независимого американского режиссёра Джона Карпентера, сиквел боевика «Побег из Нью-Йорка». Фильм рассказывает о приключениях Змея Плискина, роль которого исполнил Курт Рассел. Сам Джон Карпентер определяет жанр фильма как «ковбойский нуар» и «вестерн, помещённый в будущее».

## Сюжет
23 августа 2000 года в Лос-Анджелесе произошло землетрясение интенсивностью в 9,6 баллов по Шкале Рихтера, из-за которого затопило долину Сан-Фернандо. Долина превратилась в море Сан-Фернандо, весь город — от Малибу до Анахайма — отделился от материка, став островом. Непосредственно перед этим кандидат в президенты США (Клифф Робертсон), откровенный фундаменталист, чьё имя нигде и никогда не упоминается, во время своей предвыборной кампании объявил Лос-Анджелес «городом греха» и предсказал, что «подобно могучей деснице Божией, воды восстанут и отделят этот погрязший во грехе город от нашей страны».
Этот кандидат побеждает на выборах, и новые поправки в Конституцию радикально меняют страну, делая её тоталитарной страной: пост Президента закрепляет за ним пожизненно, столица переносится из Вашингтона в его родной Линчберг, а курение, алкоголь, красное мясо, свободное ношение оружия, сквернословие, нехристианские религии и внебрачный секс теперь уголовно наказуемы. Президент заявляет, что каждый, кто не подчинится новым законам «нравственной Америки», которую он создаёт, лишится своего гражданства и будет сослан на остров Лос-Анджелес, если не раскается и не выберет электрический стул.
Так же, как Нью-Йорк когда-то, Лос-Анджелес стал своего рода пожизненной исправительной колонией. По берегу острова выстроена защитная стена, выставлена вооружённая охрана на вышках. Сосланные на остров изгнаны навсегда.
В 2013 году Куэрво Джонс (Гиоргос Хорафас), похожий на Че Гевару революционер из перуанской организации «Сияющий путь», через голографическую Интернет-систему соблазняет дочь Президента, Утопию (Эй Джей Лангер), и убеждает её украсть у отца пульт дистанционного управления к супероружию «Дамоклов меч» — группе высокотехнологичных спутников, способных нейтрализовать любые электронные устройства, вплоть до батареек, в любом месте на планете, используя сфокусированный электромагнитный импульс. Хотя оружие предполагалось для самообороны страны, сам Президент угрожал использовать систему, чтобы привести врагов Америки в состояние «неспособности функционировать» и, в конце концов, покорить мир. Утопия сбегает на объекте ВВС № 3 и приземляется на острове Лос-Анджелес, чтобы быть с Куэрво.
Имея под своим контролем спутники, Куэрво обещает отдать Америку силам вторжения союзных стран Латинской Америки: Бразилии, Кубы и Мексики, которые уже находятся в боевой готовности и ждут приказа о наступлении. Он заявляет, что если Президент попытается остановить его, он «перекроет кислород» стране и вырубит столицу. Куэрво также знает секрет «мирового кода», который может активировать все спутники и вывести из строя электрификацию и электронику на целой планете, отбросив человечество назад в техническом развитии до уровня, предшествующего эпохе электричества.
Тем временем Змея Плискина (Курт Рассел) арестовали за новую серию преступлений, и теперь он ждёт отправки на остров. Однако непосредственно перед ссылкой Змей встречается с комендантом тюрьмы, командиром Маллоем, и самим Президентом, которые предлагают ему операцию по возвращению устройства. Президент говорит, что он полностью помилует Плискина за все преступления, которые тот когда-либо совершал, если миссия завершится успехом, однако не настаивает на возвращении Утопии, объявив её предательницей и видящей в ней опасность для своего режима. Сначала Змей отказывается от этого предложения, но, чтобы обеспечить его согласие, Змея обманом заразили искусственным вирусом «Плутоксин 7», который убьёт его в течение 10 часов. Если Змей совершит операцию, ему дадут противоядие. Рассерженный тем, как с ним обошлись, Змей предупреждает Маллоя и Президента, что им всем будет лучше, если он не вернется с задания. 
Змею дают автомат, пару высокотехнологических револьверов, личный голографический проектор (средство отвлечения врагов), тепломаскировочную шинель и часы с обратным отсчётом, а после пробирается в город на подводной мини-лодке, которая по его вине разбивается при подходе к городу, который превратился в руины, по которым рыщут многочисленные уличные банды, варьирующие от мелких групп выживальщиков до настоящих боевых формирований, самая мощная из которых подчиняется Куэрво. Совершая путешествие по острову, Змей встречает разношёрстную компанию, среди которых старый серфер Трубопровод (Питер Фонда), мусульманка Таслима (Валерия Голино), которую он спас от обезумевших из-за обилия пластических операций представителей богемы, Эдди «Звёздную карту» (Стив Бушеми), жулика, который промышляет экскурсиями по Лос-Анджелесу, а также старого бывшего соучастника-в-преступлениях, Угонщика Малоуна, трансгендерного человека Херши Лас Палмаса (Пэм Грир), который возглавляет одну из банд.
С помощью Херши Змей побеждает Куэрво на его военной базе, располагающейся в «Счастливом королевстве у моря», и забирает пульт дистанционного управления. В результате Змей совершает побег с острова с Утопией на вертолёте. Эдди пытается убить Куэрво, но тому удаётся выстрелить по вертолёту из гранатомёта, и Эдди падает из вертолёта. Змей и Утопия добираются до Президента. Змей умышленно передаёт ложный пульт Президенту, когда Утопию уводят на электрический стул, несмотря на её мольбы о пощаде. Вирус «Плутоксин 7» оказывается всего лишь быстропроходящим вариантом гриппа (о чём Змей уже узнал от Херши и Эдди). Думая, что у него есть контроль над спутниками, Президент пытается использовать их, чтобы остановить кубинские силы вторжения во Флориду, но активируя пульт, Президент слышит только вступление песни «I Love L.A.» в исполнении Эдди «Звёздной карты».
Разозлившись, Президент приказывает расстрелять Змея, но Змей уже запустил свой голографический проектор, и войска стреляют по голограмме, а сам Змей находится в нескольких сотнях метров от неё. Когда же присутствующие видят настоящий пульт в руках Змея, Президент задаёт резонный вопрос: "Мы или Они?", однако для старого солдата нет разницы между "третьим миром" и давно переставший быть таковой "Страны свободных" (Чем больше переменных, тем больше неизменных"), а значит он должен исчезнуть... вместе со старым миром.
Плискин вводит мировой код, несмотря на просьбы Маллоя этого не делать, при этом напоминая, как он предупреждал, что будет лучше, если он не вернется. В ответ на отчаянный возглас Маллоя "Змей, не надо", он холодно отвечает "Меня зовут Плискин" и запускает устройство, в итоге нейтронные импульсы выводят из строя всю технику на планете, в том числе электрический стул, на котором собирались казнить Утопию. Поняв, что случилось, Утопия восхваляет Змея за то, что он «вырубил мир» и спас её. В тот момент, когда «вырубается Землю», голограмма Змея исчезает, оставляя Президента и его окружение в неведении, как им жить дальше. Недалеко от места, где Змей вёл свою трансляцию, он находит пачку сигарет «American Spirit» («Американский дух») и закуривает одну из них, а затем говорит сам себе: «Добро пожаловать в род человеческий».

## Создатели фильма
| - Режиссёр — Джон Карпентер - Авторы сценария — Джон Карпентер, Дебра Хилл, Курт Рассел - Оператор — Гэри Б. Кибби - Монтаж — Эдвард А. Варшилка - Художник-постановщик — Лоренс Дж. Паулл - Композиторы — Ширли Уокер, Джон Карпентер - Продюсеры — Дебра Хилл, Курт Рассел | - Курт Рассел — Змей Плискин - Стейси Кич — Маллой - Стив Бушеми — Эдди «Звёздная карта» - Валерия Голино — Таслима - Питер Фонда — «Трубопровод» - Пэм Грайер — Хёрши - Мишель Форбс — Брейзен - Гиоргос Хорафас — Куэрво Джонс - Брюс Кемпбелл — министр здравоохранения Беверли-Хиллз - Э. Дж. Лангер — Утопия - Лиланд Орсер — «Пробирка» - Клифф Робертсон — Президент |

## История создания
Сценарий, написанный Коулманом Лаком (Coleman Luck), был утверждён в 1985 году, но фильм был в производстве более 10 лет. Джон Карпентер позже описывал сценарий как «слишком лёгкий, слишком вульгарный».
Проект лежал на полке до тех пор, пока в январе 1994 года не произошло землетрясение и беспорядки в Лос-Анджелесе не оживили идею создания фильма. В июле Карпентер, Курт Рассел и их давнишний соавтор Дебра Хилл собрались вместе и втроём стали обсуждать влияние землетрясения на жителей Лос-Анджелеса. Развивая тему насилия и его связи с будущим страны, они решили написать новый сценарий. Карпентер утверждает, что только настойчивость Рассела позволила создать фильм, потому что «Змей Плискин был персонажем, которого он любил и хотел снова сыграть».
11 декабря 1995 года начались съёмки фильма. Карпентер включил в состав съёмочной группы людей, потрудившихся вместе с ним над съёмками фильма «Деревня проклятых», в том числе оператора Гэри Б. Кибби и монтажёра Эдварда А. Варшилка.
Несколько сцен были сняты в Карсоне, включая бульвар Сансет и автострады.

## Художественные особенности
«Побег из Лос-Анджелеса» с максимальной точностью воспроизводит ландшафт города, проецируя его на будущую тоталитарную действительность. Действие фильма разворачивается перед такими достопримечательностями Лос-Анджелеса, как лайнер «RMS Queen Mary», железнодорожная станция Юнион-Стейшн, отель «Билтмор», парк «Гриффит», а также знаменитый стадион Мемориал-Колизеум. Создатели фильма сделали декорацию более километра длиной, чтобы показать разрушенный бульвар Сансет. Продюсер Дебра Хилл рассказывает:

Мы сделали в Лос-Анджелесе то, что сделали в Нью-Йорке. Мы взяли самые тривиальные туристические места, являющиеся символами Лос-Анджелеса, и использовали их в фильме. Долина Сан-Фернандо стала морем Сан-Фернандо. Змей высаживается в Голливуд-боул, проходит по Бульвару Сансет мимо Китайского театра, отказывается брать карту у Эдди «Звёздной карты» на перекрёстке Сансет и Доэни, идёт к отелю «Беверли-Хиллз» и оказывается на баскетбольном матче в Колизее.
Оригинальный текст (англ.)We did in Los Angeles what we did in New York. We took the most obvious tourist locations that are the symbols of L.A. and used them in the film. The San Fernando Valley becomes the San Fernando Sea. Snake lands at Hollywood Bowl, walks down Sunset Boulevard past The Chinese theater, refuses a map from Map To the Stars Eddie at Sunset and Doheny, goes to the Beverly Hills Hotel and ends up at a basketball game at the Coliseum.

На «Побег из Лос-Анджелеса» повлияли такие фильмы, как «Человек Омега», «Челюсти», «Безумный Макс 3: Под куполом грома», а также сериал «Такси». В фильме «Разрушитель» демонстрировалось похожее будущее: запрещалась обсценная лексика, а датчики ругани, установленные повсюду, автоматически выписывали штраф за каждое неприличное слово.
Как и в фильме «Побег из Нью-Йорка», атмосфера «Побега из Лос-Анджелеса» была выдержана в духе анархии и запустения, присущих постапокалиптическим произведениям: те же грязные полуразрушенные кварталы, уличные банды, развлечения в стиле Древнего Рима.

## Культурное влияние
Фильм «Побег из Лос-Анджелеса» оказал влияние на многие произведения искусства, в частности, на кинематограф и компьютерные игры. В качестве примеров последующих фильмов, заимствовавших идеи фильма, можно назвать «Солдат», «Искусственный разум», «Тринадцатый район». В фильме «Los Angeles Plays Itself» показываются кадры из «Побега из Лос-Анджелеса».
В американских сериалах также содержатся намёки на сюжет фильма. В серии «Детский сад» сериала «Южный парк» музыкальная тема освобождения Трента из тюрьмы похожа на тему освобождения Змея Плискина из заключения в начале фильма. Роджер из сериала «Американский папаша!» в серии «Con Heir» называет отца Стэна Змеем Плискином. Название фильма используется в названии 14 серии 5 сезона сериала «Ellen».
Аллюзии на содержание фильма содержатся в компьютерных играх, например, «Deus Ex», «Dead to Rights». Герой известной игры «Duke Nukem 3D» Дюк произносит фразу: «Наверно, он не сбежал из Лос-Анджелеса».
В игре «Metal Gear Solid 2: Sons of Liberty» главный герой Солид Снейк называет себя «Ирокезом Плискином», чтобы остаться инкогнито.

## Номинации
- 1997 — Премия «Сатурн»
  - Лучшие костюмы — Робин Мишель Буш
  - Лучший научно-фантастический фильм